# Neple

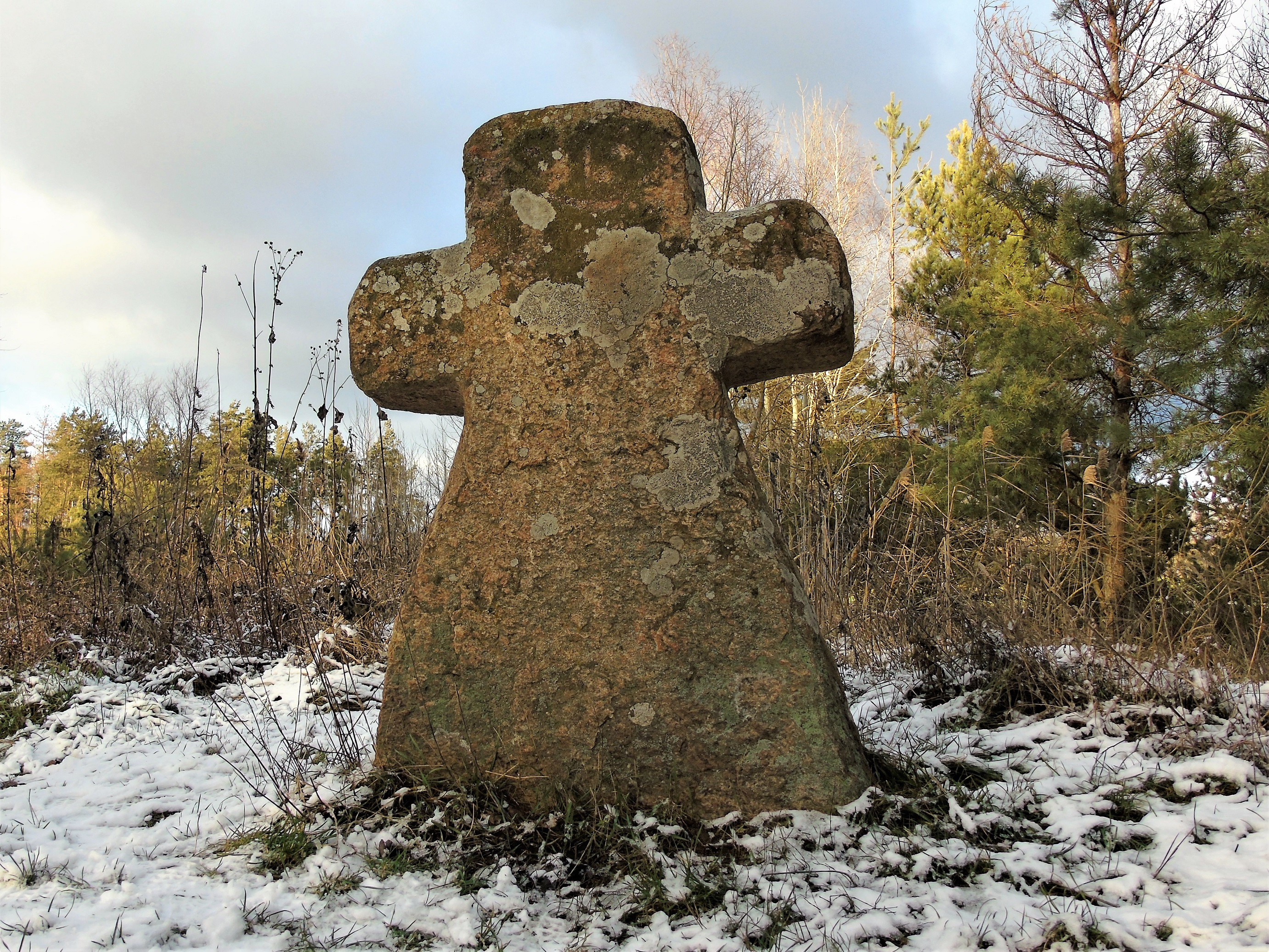
„Kamienna baba” w Neplach

Neple – wieś w Polsce, położona w województwie lubelskim, w powiecie bialskim, w gminie Terespol. Przez wieś przebiega droga wojewódzka nr 698.
Wieś jest sołectwem w gminie Terespol. Według Narodowego Spisu Powszechnego z roku 2011 wieś liczyła 245 mieszkańców i była dziesiątą co do wielkości miejscowością gminy.
Neple są siedzibą rzymskokatolickiej parafii Podwyższenia Krzyża Świętego.

## Położenie
Neple to wieś letniskowa na wzgórzu w pobliżu ujścia rzeki Krzny do Bugu na obszarze Parku Krajobrazowego „Podlaski Przełom Bugu”, usytuowana w odległości 9 km na północ od miasta Terespola, nieco poniżej białoruskiej miejscowości Nepli. Uroczo położona na urozmaiconym geomorfologicznie obszarze, poprzecinanym zakolami meandrującej rzeki Krzny i starorzeczami Bugu, tzw. bużyskami. Ten piękny teren, którego centrum są Neple, nazywany bywa Szwajcarią Podlaską.

## Część wsi
| SIMC    | Nazwa        | Rodzaj     |
| ------- | ------------ | ---------- |
| 0020913 | Majątek      | przysiółek |
| 0020920 | Morderowicze | przysiółek |

## Historia
Wieś posiada udokumentowane bogate osadnictwo pradziejowe. Dawniej wieś książęca założona przed 1430 r.
Wieś szlachecka położona była w końcu XVIII wieku w powiecie brzeskolitewskim województwa brzeskolitewskiego.
W XIX w. własność Niemcewiczów, Orzeszków, Mierzejewskich, Kierbedziów.
Na początku XIX w. przebywał tu poeta i historyk Julian Ursyn Niemcewicz, który swój pobyt w Neplach opisał w Pamiętnikach historycznych oraz car rosyjski Aleksander I. Bywał tu też inżynier Stanisław Kierbedź, budowniczy mostu na Wiśle w Warszawie.
Na pocz. XIX w. ówczesny właściciel Kalikst Mierzejewski wybudował tu pałac otoczony ogrodem i parkiem z bardzo rzadkimi okazami drzew i krzewów oraz oranżerię, w której rosło około 4000 roślin, m.in. kamelie i ananasy. Założył hodowlę bażantów, zwierzyniec z żubrami i danielami, a na okolicznych morenowych wzgórzach winnice. W 1854 r. pałac zniszczył ogromny pożar. Odbudował go jeszcze za życia fundatora Franciszek Jaszczołd, ale i ten kolejny nie przetrwał długo. Obecnie funkcjonuje w nim wypoczynkowy ośrodek Caritasu.
Na przełomie XIX i XX w. Neple leżały w guberni siedleckiej w powiecie konstantynowskim, w gminie Bohukały (w odróżnieniu od Nepli leżących za Bugiem).
W latach 1975–1998 wieś administracyjnie należała do województwa bialskopodlaskiego.

## Zabytki Nepli
- zespół dworski należący pierwotnie do rodziny Niemcewiczów m.in. do stryja poety Juliana Ursyna Niemcewicza, adiutanta Tadeusza Kościuszki
- stojący 200 m od wejścia do parku neogotycki lamus, zwany „Skarbczykiem”, murowany z 1786 r.
- piętrowy budynek dworski z fasadą z początku XIX w., tzw. „Biwak”, zbudowany dla stałego w latach 1817–1825 gościa Nepli, cara Aleksandra I
- budynek mieszkalny, tzw. „Biały dworek”, murowany z pocz. XX w.
- pawilon ogrodowy, tzw. „Altana chińska”, murowana z I poł. XIX w., dawna biblioteka
- neogotycka murowana kaplica ogrodowa z 1829 r. (prawdopodobnie projektu F. Jaszczołda), a w niej marmurowa tablica poświęcona Juliuszowi Augustowi Mierzejewskiemu, ufundowana przez rodziców po tragicznej śmierci syna; w podziemiach został również pochowany Kalikst Mierzejewski
- krzyż żelazny na olbrzymim głazie ustawionym w miejscu, w którym w październiku 1828 r. spadł z konia 11-letni ostatni syn Kalista Mierzejewskiego – Juliusz August
- eklektyczny kościół parafialny pw. Podwyższenia Krzyża Świętego z 1769 r., ufundowany przez Franciszka Ursyna Niemcewicza; pierwotnie był cerkwią unicką, w latach 1873–1919 cerkwią prawosławną; wewnątrz znajdują się epitafia Niemcewiczów

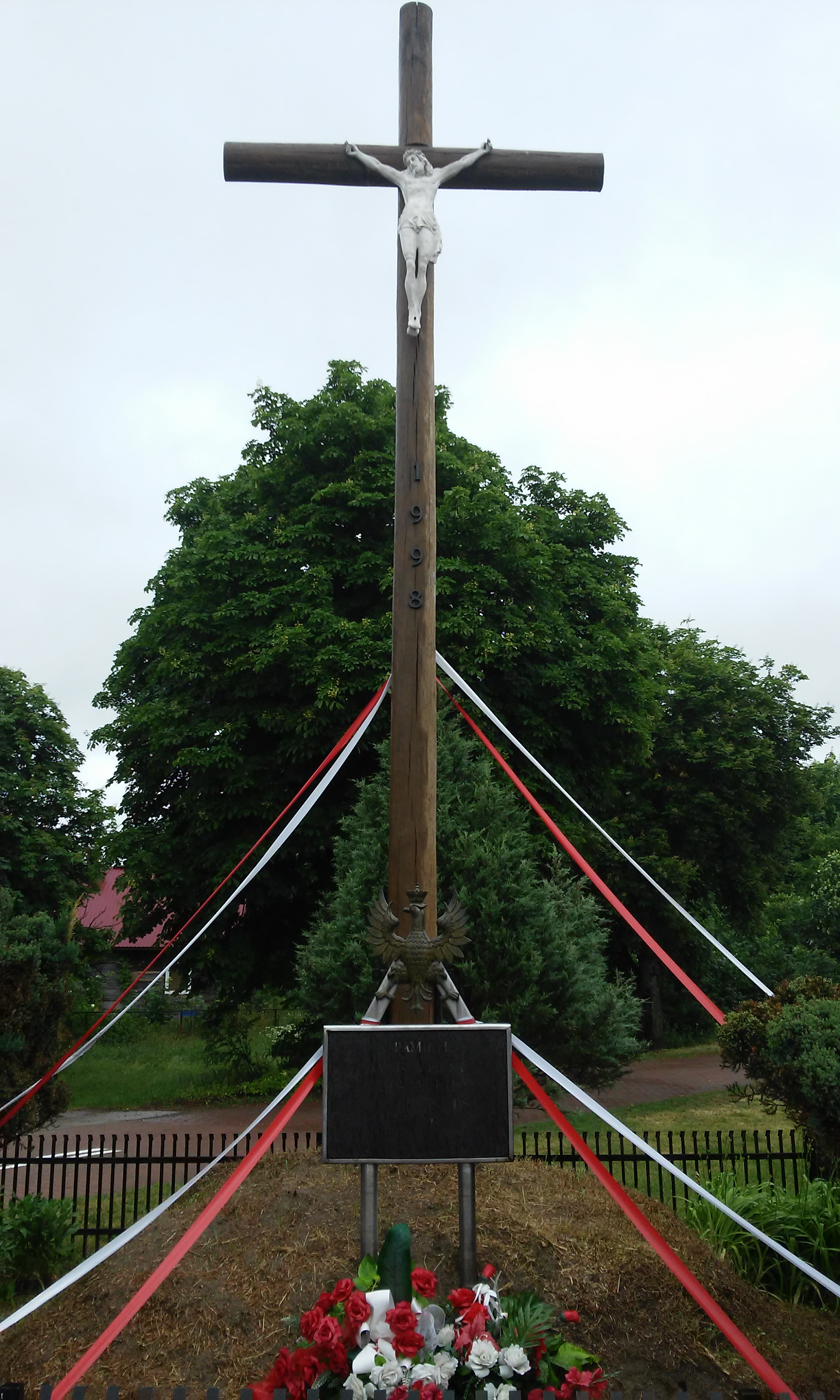
Pomnik ku czci Józefa Piłsudskiego w Neplach

- pomnik Na pamiątkę pobytu w Neplach Wojska Polskiego z marszałkiem Józefem Piłsudskim w roku 1920[12] (Józef Piłsudski odwiedził Neple w sierpniu 1915 r., kiedy I Brygada Legionów Polskich nacierała w składzie wojsk austro-niemieckich na carską Rosję) oraz – na pobliskim cmentarzu – mogiła-krzyż ku czci żołnierzy polskich, poległych w 1920 roku w wojnie z bolszewikami
- „kamienna baba” – krzyż kamienny nieznanego wieku i pochodzenia; najprawdopodobniej jest to stary krzyż nagrobny lub pamiątkowy (w miejscu zapomnianego cmentarza)
- czołg Armii Czerwonej, który jako pierwszy miał przejechać Bug i wraz z innymi wyprzeć Niemców z Polski